# Villiger (Fahrradhersteller)
Villiger war eine Schweizer Fahrradmarke mit Sitz in Dübendorf. 
Die Villiger-Fahrrad-Unternehmung wurde 1980 gegründet. Die damals schon existierende Villiger-Gruppe übernahm in diesem Jahr die Firma Kalt in Buttisholz.
Villiger stellte Touren- und Rennräder her und war auch im Radsport vertreten. Bis 2002 hatte sich Villiger auch an den deutschen Diamant Fahrradwerken beteiligt. Zeitweise wurden die Villiger-Räder denn auch in Hartmannsdorf produziert.
2003 verkaufte die Villiger-Gruppe ihre Fahrradsparte an die US-amerikanische Trek Bicycle Corporation. Diese gab im Juli 2014 bekannt, die Marke Villiger ab 2015 nicht mehr zu führen. Allerdings benutzen die Diamant Fahrradwerke den Namen für ein Fahrradmodell.